# United By Love
«United By Love» —en español: «Unidos por amor»— es una canción interpretada por la cantante y actriz uruguaya Natalia Oreiro. Su letra fue escrita por Sonia Molina y su música fue compuesta por Ettore Grenci y Diego Córdoba, quienes también produjeron la canción. Fue lanzada el 17 de mayo de 2018 como una de las canciones oficiales de la Copa Mundial de Fútbol de 2018, organizada en Rusia.
El tema cuenta con instrumentos y ritmos de diversas procedencias, tales como el candombe uruguayo, la cumbia, el euro-pop, ritmos urbanos latinos y el sonido de las balalaicas y el acordeón, instrumentos folclóricos rusos. Además, posee estrofas en español, inglés y ruso, siendo la primera vez que Oreiro graba una canción en inglés.
Esta canción marca el regreso de Natalia Oreiro a la música después de la banda sonora de la película Gilda, no me arrepiento de este amor en 2016. 

## Antecedentes
En octubre de 2017, una vez clasificada la selección uruguaya de fútbol al Mundial de Rusia 2018, los fanáticos de Natalia Oreiro comenzaron una campaña para que nuevamente sea la madrina oficial de la selección, luego de haberlo sido por primera vez en el año 2002, debido a su gran popularidad en Europa Oriental y, principalmente, en Rusia. Al enterarse de la propuesta, la cantante se sumó a ella publicando un vídeo en sus redes el 15 de octubre de ese mismo año, alentando a más personas a unirse a dicha campaña. El 19 de octubre se dio a conocer que el gobierno uruguayo llevaba un año y medio realizando gestiones para que Natalia sea la intérprete de la canción oficial del Mundial 2018 y que, según el subsecretario de Turismo Benjamín Liberoff, la propuesta interesaba a las autoridades rusas. Por su parte, la cantante declaró: «Independientemente de si me ofrecen algo oficial, yo algo voy a hacer». En noviembre de 2017, la candidatura de Natalia Oreiro se vio impulsada tras una encuesta de ESPN donde se demostraba que la cantante es más popular que Lionel Messi en el país sede del mundial. El 1 de diciembre, el presidente de la Asociación Uruguaya de Fútbol, comunicó que el futbolista Diego Forlán y Oreiro serían los embajadores de la selección uruguaya en Rusia.
A fines de abril de 2018, el músico uruguayo, Daniel “Tatita” Márquez, confirmó que trabajó junto al productor Ettore Grenci confeccionando los arreglos de percusión del candombe que musicalizaría al segundo tema del Mundial, cantado por Natalia Oreiro, y que se encontraba en proceso de masterización en Los Ángeles. Además, adelantó que la canción sería cantada en tres idiomas: español, inglés y ruso. El 15 de mayo, el diario El País anunció que la canción se titula "United By Love" y sería estrenada el 17 de mayo a través de Youtube con un lyric video. En la misma nota, El País informó que Oreiro grabó otra canción titulada "“Mi Pobedim”, también destinada al mundial, la cual sería sería lanzada inicialmente el 8 de junio pero, debido al retraso en la filmación del vídeo oficial de "United By Love" que se estrenó el 9 de junio, su lanzamiento se pospuso al 19 de junio.

## Interpretaciones en directo y gira promocional

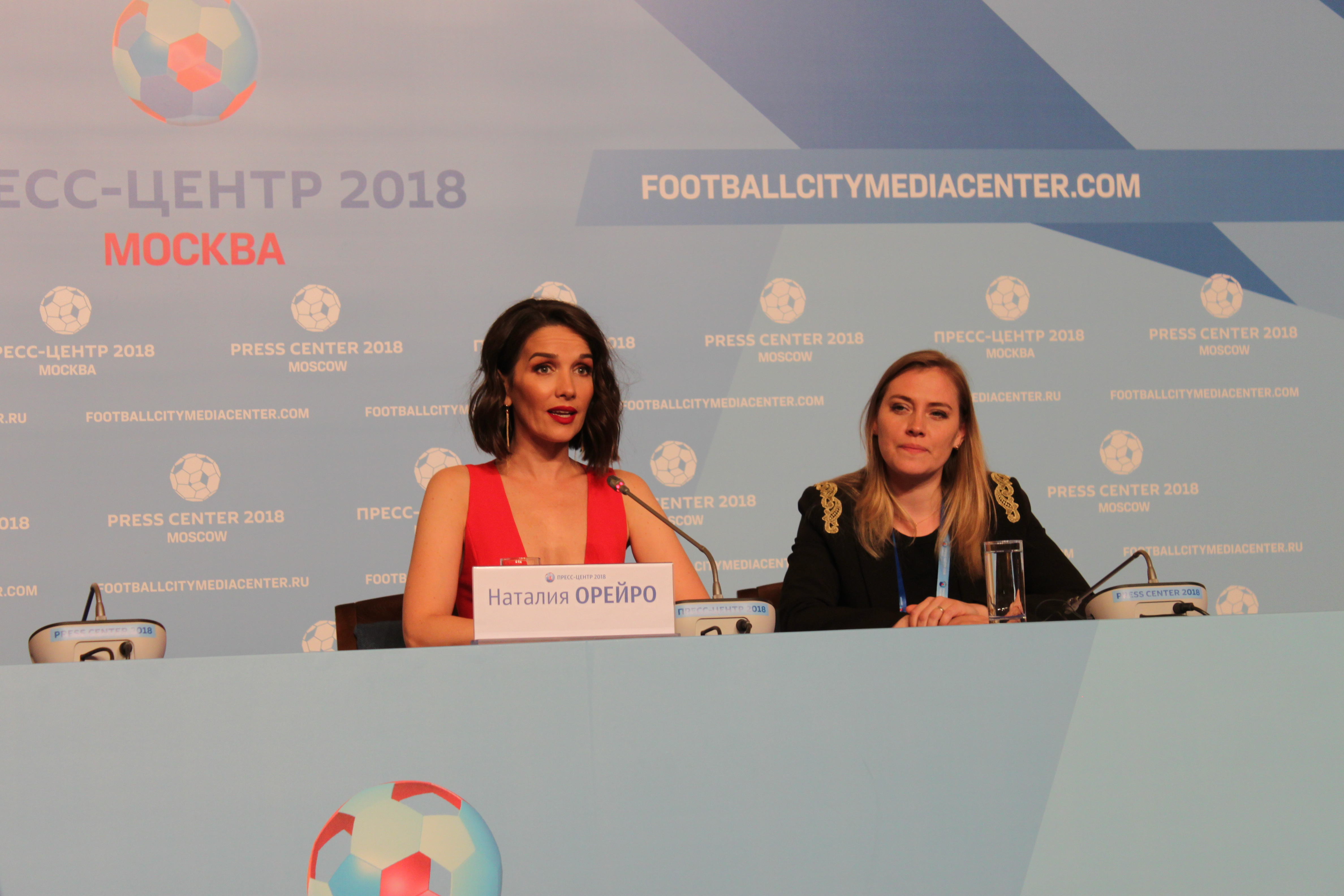
Natalia Oreiro en una conferencia de prensa para la FIFA en Rusia.

Con el fin de promocionar la canción, Natalia Oreiro viajó a Rusia y Bielorrusia, donde se presentó en diversos programas de televisión, radio y festivales para cantar «United By Love».

## Escándalo en Rusia
El 6 de junio de 2018, Oreiro llegó a Rusia con el fin de promocionar su canción en el país organizador del mundial. Ese mismo día, dio una nota en una radio nacional pública con un polémico suéter con el arcoíris que identifica a la comunidad LGBT estampando en él, diseñado por Marc Jacobs, quien es abiertamente homosexual. Esto le causó problemas a Oreiro debido a que en el país prohíbe cualquier tipo de propaganda homosexual y fue considerado como una actitud desafiante ante las autoridades rusas y el propio presidente Vladímir Putin. Según varios medios argentinos y rusos, se evaluó la posibilidad sancionar a la cantante prohibiéndole el ingreso a Rusia. Sin embargo, ese hecho no tuvo consecuencias para Oreiro.

## Vídeo musical
El vídeo oficial se estrenó el 9 de junio de 2018.

## Posicionamiento en listas

### Semanales
| País  | Lista                    | Mejor posición |
| 2018  | 2018                     | 2018           |
| ----- | ------------------------ | -------------- |
| Rusia | Top Radio & YouTube Hits | 131            |
| Rusia | Top YouTube Hits         | 14             |
| Rusia | Top Radio Hits           | 687            |